# Bedford (Massachusetts)
Bedford – miejscowość w stanie Massachusetts w hrabstwie Middlesex w Stanach Zjednoczonych.